# Гималов, Рафаэль Имамович
Рафаэль Имамович Гималов (род. 9 августа 1950, Казань, Татарская АССР, СССР) — российский государственный и политический деятель. Депутат Государственной Думы Федерального Собрания России III (1999—2003), IV (2003—2007) и V (2007—2011) созыва. Член Всероссийской политической партии «Единая Россия».

## Биография
Рафаэль Гималов родился 9 августа 1950 года в Казани. В 1968 году поступил в Казанский финансово-экономический институт им. В.Куйбышева, который окончил в 1973 году, получив специальность «управление промышленностью». В 1974 году назначен старшим экономистом Казанского завода газовой аппаратуры. В 1975—1983 годы работал председателем правления Айшинского районного потребсоюза. В 1983 году избран депутатом городского совета Зеленодольска. С 1985 года работал в должности начальника отдела Государственного агропромышленного комплекса ТАССР.
В 1988 году утвержден заместителем министра сельского хозяйства и пищевой промышленности Татарской АССР. С 1988 по 1990 год был директором по финансам комбината «Идель». По итогам 1989 г. республика Татарстан вышла на первое всесоюзное место по развитию пищевой промышленности. После распада СССР, с 1991 по 1999 годы, работал заместителем директора АО «Пионер», директором Финансового дома «Русь», был членом совета директоров Промстройбанка. В том числе являлся совладельцем первой крупнейшей в России московской нефтяной компании и НПЗ. В 1992 году был избран на должность президента татарской Ассоциации представителей среднего и малого бизнеса.
В декабре 1999 года избран депутатом Государственной Думы III созыва от Корякского одномандатного избирательного округа № 217. В Думе работал заместителем председателя Комитета по собственности. Стоял у истоков создания депутатской группы «Народный депутат». С 2002 года Вошёл в состав фракции «Отечество — Единая Россия».
Был членом Парламентской Ассамблеи ОБСЕ и организации по безопасности и сотрудничеству стран Европы. Входил в течение долгого времени в состав российско-индийской межпарламентской комиссии и официальной делегации президента РФ. С 2003 по 2012 представлял интересы России в Ассамблее НАТО. Способствовал и был сопредседателем Правительственной комиссии по вступлению России во Всемирную торговую организацию. Близко знаком с главами некоторых иностранных государств и со многими общественно-политическими деятелями.    
В 2003 году вновь избран депутатом Госдумы IV созыва от Корякского округа. Вошёл в комитет по экономической политике, предпринимательству и туризму. Был главой подкомитета по вопросам развития машиностроения и ВПК. В 2007 году избран депутатом Думы V созыва по списку партии «Единая Россия» от Пермского края. В Государственной Думе входил в Комитет по природным ресурсам, природопользованию и экологии.
Входил в состав постоянной делегации Государственной Думы в Парламентской Ассамблее НАТО. Мастер спорта по плаванию.

## Законотворческая деятельность
С 1999 по 2011 год, в течение исполнения полномочий депутата Государственной Думы III, IV и V созывов, выступил соавтором более 50 законодательных инициатив и поправок к проектам федеральных законов.

## Государственные награды и премии
- Орден Почёта (2001)
- Медаль «В память 1000-летия Казани» (2005)
- Благодарность Президента Российской Федерации — за активное участие в законотворческой деятельности
- Орден святого равноапостольного великого князя Владимира I степени
- Благодарность Председателя Государственной Думы ФС РФ.
- Благодарственное письмо Президента Республики Татарстан (2007)
- Почётная грамота Государственной думы Федерального Собрания Российской Федерации (2007)
- почетный знак Государственной Думы Федерального Собрания Российской Федерации (2010)
- Благодарность Правительства Российской Федерации (2010)
- Почётная грамота Республики Татарстан за успехи в развитии пищевой промышленности республики
- почётный знак Государственной Думы Федерального Собрания Российской Федерации «За заслуги в развитии парламентаризма»
- медаль «За верность долгу» (ГФС)
- Имеет ряд ведомственных наград.